# Dracogyra subfusca
Dracogyra subfusca is een slakkensoort uit de familie van de Peltospiridae. De wetenschappelijke naam van de soort is voor het eerst geldig gepubliceerd in 2017 door Chen, Zhou, Wang en Copley.